# Merész Fülöp (gyógypedagógus)
Merész Fülöp, Michels (Szakálháza, 1884. május 11. – Budapest 1933. február 23.) magyar gyógypedagógus.

## Életpályája
1900 és 1904 között a Szegedi Királyi Katolikus Tanítóképző Intézet hallgatója volt. Az 1903/1904. tanévben képesítést szerzett magyar és német tannyelvű iskolákban való tanításra. Pályáját Dorogon kezdte, ahol 1904 októberében másodtanítóvá választották. Ezután a Gyógypedagógiai Tanítóképzőben folytatott tanulmányokat, s mint másodéves hallgatót, kirendelték a Siketnémák Budapesti Állami Intézetéhez, ahol haláláig tanított.
Szabadidejét tanulmányi célokból rendszeresen külföldön töltötte. Az első világháború kitörésekor Franciaországban járt tanulmányúton, ahol előbb internálásra került, majd Észak-Franciaországban, Plounéventerben volt hadifogságban.
Főként Németországban tanulmányozta a gyógypedagógiai intézményeket, részt vett hazai és nemzetközi konferenciákon és publikált. Egyidejűleg a Gyógypedagógiai Tanácsadó logopédusa, a Gyógypedagógiai Intézetek Országos Szaktanácsának tagja és 1923-tól a Gyógypedagógiai Tanárképző Főiskola előadó tanára volt. Beszédpedagógiai munkássága maradandó, a német szakirodalomban ma is idézett szerző.

## Munkái (válogatás)
- A siketnémák gondolkodása és beszéde. M. Siketnéma-oktatás, 1921. 1-8. 2-6. 9-10. 2-6.;
- A siketnémák beszédjének ästhetikája. Magyar Siketnéma-oktatás, 1923. 11-12. 40-46., 1924. 1-3. 2-9.;
- Új beszédtani eljárások. Siketnémák és Vakok Oktatásügye, 1924. 10-12. 27-31. 1925. 1-3. 6-11. 4-6. 36-41., 7-10. 1-7.;
- Blick in die Zukunft des Bildungswesens Gehörloser. in: Samuel-Heinicke-Jubiläums-Tagung. Leipzig, 1927. 164-185.;
- A tanterv tana. Siketnémák és Vakok Oktatásügye, 1928. 10. 149-162.;
- A siketek számtantanításának módszertana. in: Schnell J. (szerk.): Psychologiai tanulmányok prof. dr. Ranschburg Pál tiszteletére. Budapest, 1929. 183-192.